# Hoplodrina pallidior
Hoplodrina pallidior là một loài bướm đêm trong họ Noctuidae.